# William Kelly (erudito de la Biblia)
William Kelly (Millisle, Down, 1821 - 27 de marzo de 1906) fue un teólogo dispensacionalista irlandés. Recibió su educación en el Trinity College y consiguió el puesto para gobernar como "Seigneur" de la Isla de Sark en 1841. Contrajo matrimonio en las islas Guernsey, y durante la década de 1870 se trasladó al distrito de Blackheath, Londres. Llegó a ser un miembro prominente del sector exclusivista de los Hermanos de Plymouth, de entre los que destacó como un escritor prolífico. Sus obras gozaron del respeto de algunos eruditos como Henry Alford, Heinrich Ewald y George Anthony Denison.

## Biografía
Huérfano de padre cuando aún era joven, Kelly se empleó como profesor de la familia Cachemaille, cuya cabeza era el rector de la Isla de Sark. En 1840 confesó la fe cristiana, y poco después de abrazar sus enseñanzas se convirtió en miembro de los Hermanos de Plymouth. Durante treinta años conservó una estrecha relación con las Islas del Canal de la Mancha, al residir la mayor parte del tiempo en la isla de Guernsey, pero estableció su hogar en Blackheath al final de su carrera como cristiano.
Kelly se graduó con honores en Clásicas en el Trinity College de Dublín. Era reconocido no solo por su formación académica y sólida erudición, sino también como controversista de ingente talla. Además de prestar sus servicios como crítico textual de la Biblia y ayudar al Dr. Samuel Prideaux Tregelles en sus investigaciones, publicó de su propia mano una crítica del Libro del Apocalipsis en 1860. El profesor Heinrich Ewald de Göttingen afirmó que era la mejor pieza de literatura inglesa que había leído en ese campo.
Estos estudios fueron continuados a la par que veía la luz otra publicación: The Prospect. Se encargó personalmente de editar The Bible Treasury en 1857, trabajo que continuó desempeñando hasta su muerte. 
Con motivo de este segundo trabajo mantuvo una correspondencia con el deán Henry Alford; con el lexicógrafo doctor Scott (a quien Kelly convenció de la correcta traducción del pasaje de 2ª Tesalonicenses 2:2, en el que la Versión Autorizada inglesa traduce erróneamente por “cerca”); con el director Edwards (que le hizo la confesión de haber adoptado la postura premilenarista) y con el profesor Sanday de Oxford, y con otros muchos teólogos de aquel tiempo.
Después de que compañeros más jóvenes de la Iglesia capitularan a favor de la Alta crítica, el arcediano Denison se refirió a The Bible Treasury como la única revista de religión que valía el esfuerzo de leer, debido a la inflexibilidad que mostraba el editor a la hora de rechazar los puntos de vista sobre la Biblia que, según él, deshonraban a Cristo.
El último superviviente de la primera generación de los “Hermanos” falleció el 27 de marzo de 1906. Poco antes de morir, Kelly dijo que solo había tres cosas realmente importantes: la cruz de Cristo, la enemistad del mundo, y el amor de Dios. Un clérigo ya anciano, que había acudido a Kelly en busca de consejo hacía tiempo, dejó escrito al enterarse de su muerte: “Era, muy por encima de otros, un hombre leal que temía a Dios más que nadie”.

## Ministerio y publicaciones
El primer interés de Kelly en el ministerio espiritual iba dirigido a aquellos que él describía como los menospreciados del rebaño de Cristo. Dedicó toda su inagotable energía al desempeño de este servicio hasta dos meses antes de morir. Se identificaba sin reservas con el cuerpo de doctrina elaborado por John Nelson Darby, de quien fue brazo derecho durante muchos años, hasta que en 1881 cortó su relación con él para formar una facción de la que sería su propio líder.
Kelly llevó a cabo la edición de The Collected Writings de Darby. Gracias a la exposición que hacía de ella cuando se publicó, las enseñanzas de esta obra gozaron de una amplia aceptación cuando salieron del santuario en que se hallaban ocultas. También publicó los escritos de John Gifford Bellet. La gran cantidad de escritos de Kelly contienen o bien ponencias, o bien notas sobre todos los libros de la Biblia. Las obras de Kelly aparecían generalmente firmadas con sus iniciales: W. K. Varias de sus exposiciones más conocidas salieron publicadas durante los últimos quince años de su vida. En vida de Darby, Kelly ya era alguien muy familiar para quienes no conocían aún en profundidad sus conferencias sobre El Pentateuco, El Evangelio de Mateo, El Apocalipsis de San Juan, La Iglesia de Dios y La Doctrina del Nuevo Testamento sobre el Espíritu Santo, además de unas notas sobre Romanos. Después de 1890 salió el libro En el principio, una publicación muy alabada por el arzobispo Benson. Otras publicaciones que vieron la luz son Exposición sobre el libro de Isaías, El Evangelio de Juan, La epístola a los Hebreos, y Las epístolas de Juan. Escribió un volumen de 600 páginas titulado La inspiración divina de las Escrituras, para terminar con El retorno de Cristo, obra con la que vindica la enseñanza primigenia de Darby con respecto al rapto secreto.

## Biografías
El editor Edwin N. Cross ha reunido su biografía de fuentes como Turner y otros biógrafos. W. G. Turner y Heyman Wreford también escribieron breves biografías de Kelly.

## Críticas
Charles Haddon Spurgeon (1834-1892) dijo al respecto de Kelly que “era un autor destacado de la escuela exclusivista de Plymouth, una eminencia teológica de la escuela de los Hermanos capaz de desarrollar buenas exposiciones, pero tergiversándolas a favor de los dogmas peculiares de su partido. Lamentamos ver que los cauces de una mente como la suya se vean estrechados por los vínculos de un partido. Es una lástima que un hombre tan excelente permita que se llene de prejuicios una mente privilegiada como la suya”. Citando finalmente las palabras bien conocidas de Pope, dice: “Kelly es alguien que, llamado a conquistar el universo de la teología, ha bebido de los prejuicios que las influencias del darbismo han dejado en su mente”.